# Afroplitis politzaria
Afroplitis politzaria är en fjärilsart som beskrevs av Sergius G. Kiriakoff 1979. Afroplitis politzaria ingår i släktet Afroplitis och familjen tandspinnare. Inga underarter finns listade i Catalogue of Life.